# Choerodon
Choerodon é um gênero de peixes da família Labridae.

## Espécies
- Choerodon anchorago (Bloch, 1791)
- Choerodon azurio (D. S. Jordan & Snyder, 1901)
- Choerodon cauteroma M. F. Gomon & G. R. Allen, 1987
- Choerodon cephalotes (Castelnau, 1875)
- Choerodon cyanodus (J. Richardson, 1843)
- Choerodon fasciatus (Günther, 1867)
- Choerodon frenatus J. D. Ogilby, 1910
- Choerodon gomoni G. R. Allen & J. E. Randall, 2002
- Choerodon graphicus (de Vis, 1885)
- Choerodon gymnogenys (Günther, 1867)
- Choerodon jordani (Snyder, 1908)
- Choerodon margaritiferus Fowler & B. A. Bean, 1928
- Choerodon melanostigma Fowler & B. A. Bean, 1928
- Choerodon monostigma J. D. Ogilby, 1910
- Choerodon oligacanthus (Bleeker, 1851)
- Choerodon paynei Whitley, 1945
- Choerodon robustus (Günther, 1862)
- Choerodon rubescens (Günther, 1862)
- Choerodon schoenleinii (Valenciennes, 1839)
- Choerodon sugillatum M. F. Gomon, 1987
- Choerodon venustus (de Vis, 1884)
- Choerodon vitta J. D. Ogilby, 1910
- Choerodon zamboangae (Seale & B. A. Bean, 1907)
- Choerodon zosterophorus (Bleeker, 1868)